# 白圈線蛺蝶
白圈線蛺蝶（学名：Athyma asura），又名白圈帶蛺蝶、白圈三線蝶、珠履帶蛺蝶、白圈擬三線蝶、鏈擬叉蛺蝶、白圈紋蛺蝶，为蛺蝶科帶蛺蝶屬下的一个种。

## 描述
本種為中型蛺蝶，體背黑褐色，腹部前端具白環，腹側白色並有縱向黑褐細線。複眼光滑。前翅呈直角三角形，後翅橢圓形。
翅背面底色黑褐，具多種白色紋路，包括前翅中室內的細白條及半圓形游離斑，中央白斑呈折線排列，外側有平行短白線。後翅具兩道白色紋列，內側為直帶狀，外側為弧形斑列，內含黑斑，呈圈狀。
翅腹面紅褐色，白紋與背面相似，前後翅外側均有白圈狀紋及短白線。後翅翅基具白條，前側有黑邊眉形紋，翅基內緣有灰白鱗片。緣毛為黑白相間。

## 分布
本種廣泛見於東亞地區，如台灣、中國華西、華南、喜馬拉雅、印度北部、中南半島、巽他群島、爪哇島。台灣地區分布於中低海拔地區。

## 生態習性
棲息於常綠闊葉林，一年可多代。成蝶於春季至秋季出沒，活動於林緣，會訪花、吸食腐物與水分。本種幼蟲以冬青科台灣糊樗、朱紅水木、燈稱花、鐵冬青等為食。

## 資料來源
1. 1 2  徐堉峰，梁家源，黃智偉，沈宗諭. . 農業部林業及自然保育署. 2021/12. ISBN 9786267100523.
2. ↑  徐堉峰. . 台中市: 晨星出版社. 2013. ISBN 978-986-177-668-2.

## 外部連結
- 維基物種上的相關：白圈帶蛺蝶
- 维基共享资源上的相關多媒體資源：白圈帶蛺蝶